# Hacienda San José Chactún
La Hacienda San José Chactún est une hacienda coloniale  dépendant de la ville de Maxcanú, dans le Yucatán au Mexique.

## Localisation
Avec une grande biodiversité de faune et de flore, la zone concentre de grands espaces de forêts dans lesquels se trouvent de nombreux vestiges historiques. L'hacienda est proche des zones archéologiques de Uxmal (patrimoine mondial de l'humanité), Oxkintok, de la route Puuc, des grottes de Calcehtok, de Loltun, des villes coloniales de Mérida et Campeche (Patrimoine mondial de l'humanité). Elle est située sur la route des couvents franciscains, proche de la zone côtière, des réserves de la biosphère de Celestun, des îles Arenas, et de Chichén Itzá.

## Histoire préhispanique

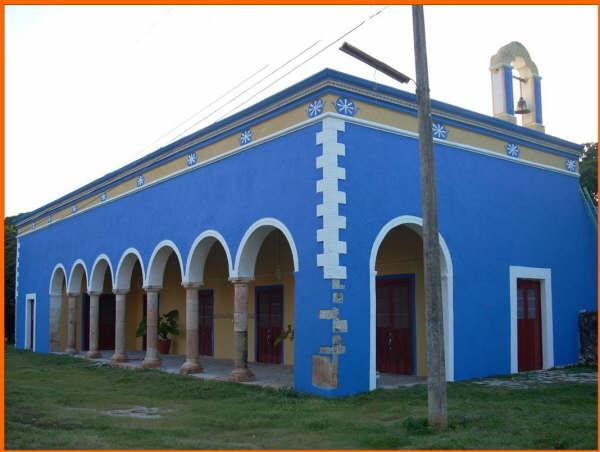
Casa de Raya

Les premiers restes mayas datent de la fin de la période classique. La zone est incluse dans la région maya actuellement nommée Puuc. 
Le nom de la zone (Chatcun) signifie « pierre rouge » ou « pierre colorée » à cause de la couleur naturelle du sol pierreux. La population se déplace sur des chemins blancs (sacbés) qui ont une fonction religieuse.
Le musée archéologique national d'Espagne possède des pièces de l'ancienne ville de Tolteca que Don José Domínguez (propriétaire de la hacienda) donna en 1865 au marquis de la Rivera, Don Juan Ximénez de Sandoval.
Le troisième congrès international mayiste, en 1995, mentionna que Chatcun était l'un des localités primitives du monde maya avec El Mirador, Izapa, Kaminaljuyú, Abaj Takalik, Uaxactún et Tikal, zones dans lesquelles furent retrouvées des constructions et urbanisations datant de 300 av. J.-C. Les découvertes du mayaiste Augustus Le Plongeon au Yucatan relatées en 1876 (Les mayas et les sources de leur histoire), mentionne la hacienda : 

« Lors de la visite de la grande ferme de Chactun, qui appartient à don José Domínguez, à 30 miles au sud-ouest de Mérida, l'écrivain vit une grande ruine similaire à celle qu'il avait appelé Maison des nonnes à Uxmal. C'était une construction de forme quadrangulaire, avec des appartements ouverts sur un patio intérieur au centre d'une place. L'édifice se trouvait en bon état de conservation, et certaines de ses chambres étaient utilisées comme dépôt de maïs. Il y fit un déjeuner de bienvenue dans l'un des grands appartements »